# Macgregoria racemigera
Macgregoria racemigera är en benvedsväxtart som beskrevs av F. Müll. Macgregoria racemigera är enda arten i släktet Macgregoria som tillhör familjen Celastraceae. Inga underarter finns listade.